# Eriocraniella
Eriocraniella là một chi bướm đêm thuộc họ Eriocraniidae.

## Các loài
- Eriocraniella aurosparsella
- Eriocraniella xanthocara
- Eriocraniella longifurcula
- Eriocraniella platyptera
- Eriocraniella variegata
- Eriocraniella trigona
- Eriocraniella falcata
- Eriocraniella mediabulla